# Beregdaróc
Beregdaróc ist eine ungarische Gemeinde im Kreis Vásárosnamény im Komitat Szabolcs-Szatmár-Bereg.

## Geografische Lage
Beregdaróc liegt unmittelbar an der Grenze zur Ukraine. Nachbargemeinden sind Gelénes und Beregsurány sowie Dyjda (Дийда) in der Ukraine.

## Gemeindepartnerschaften
- Dyjda (Дийда), Ukraine

## Sehenswürdigkeiten
- Heimatmuseum (Tájház a „Kendermagtól a Vászonig“)
- Naturschutzgebiete in der Umgebung
- Griechisch-katholische Kirche Istenszülő születése, erbaut 1877

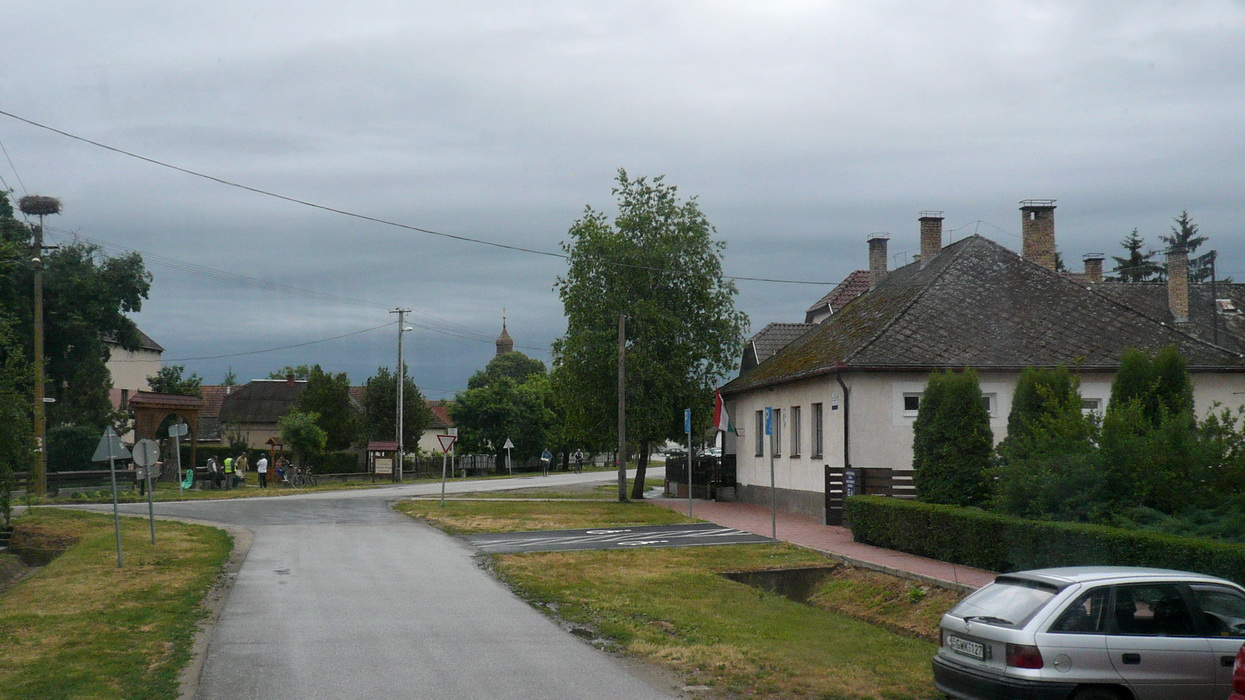
Straßenbild in Beregdaróc

- Reformierte Kirche

## Verkehr
In Beregdaróc treffen die Landstraßen Nr. 4122 und Nr. 4127 aufeinander. Der nächstgelegene ungarische Bahnhof befindet sich ungefähr 20 Kilometer südwestlich in Vásárosnamény.